# بونگوما، کنیا
بونگوما (به انگلیسی: Bungoma) شهری در استان غربی واقع در کشور کنیا است که در سال ۱۹۹۹ میلادی ۴۴٫۱۹۶ نفر جمعیت داشته و جمعیت آن در سال ۲۰۰۵ میلادی به ۵۱٫۴۵۰ نفر رسیده‌است.